# واوكدة (ووزڭان)
واوكدة هي إحدى مشيخات المملكة المغربية، تتبع جغرافيا لإقليم شفشاون وإداريًا لووزڭان. يقدر عدد سكانها بـ 4538 نسمة حسب الإحصاء الرسمي للسكان والسكنى لسنة 2004.